# C/2008 M4 (SOHO)
C/2008 M4 (SOHO) – kometa jednopojawieniowa odkryta na zdjęciach SOHO przez Michała Kusiaka. Została odkryta 25 czerwca 2008 roku. Należy do grupy komet Kreutza.